# Ratusz w Tarnopolu
Ratusz w Tarnopolu – zniszczony ratusz w Tarnopolu. Znajdował się w centrum miasta przy skrzyżowaniu ulic Mickiewicza (dawniej Pańska, obecnie Bulwar Szewczenki) i Piłsudskiego (dawniej Agenora Gołuchowskiego, obecnie Czornowoła) obok obecnego Majdanu Teatralnego.
Podczas pierwszej wojny światowej na strychu ratusza przechowywano przeznaczoną do wywiezienia przez wojska rosyjskie część zbiorów Muzeum Podolskiego. Obok ratusza znajdował się pomnik Adama Mickiewicza.